# Zlatý hřeb

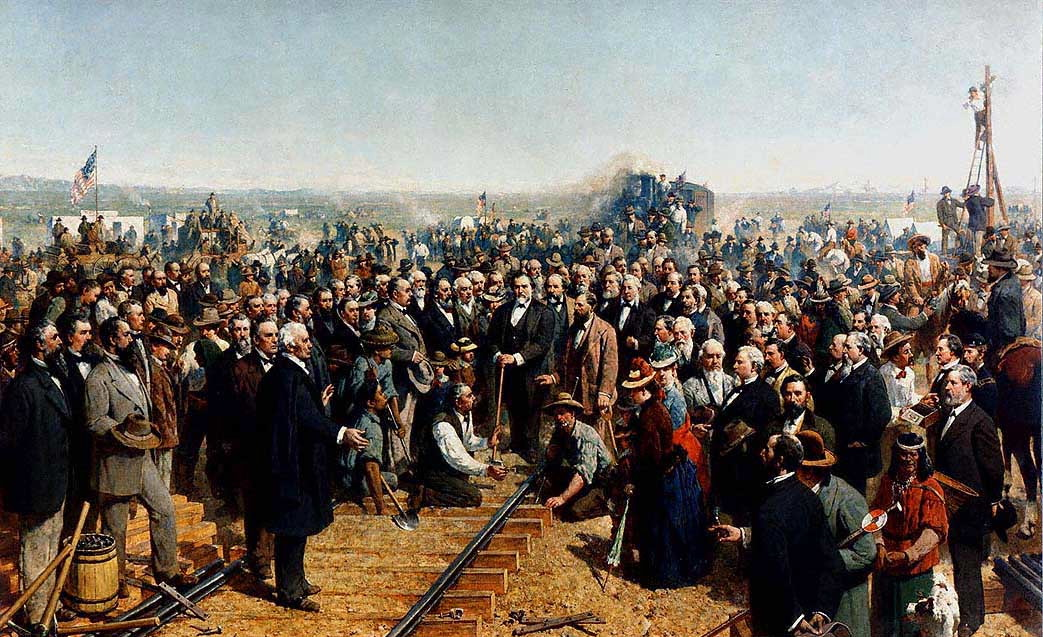
Poslední hřeb (1881) od Thomase Hilla

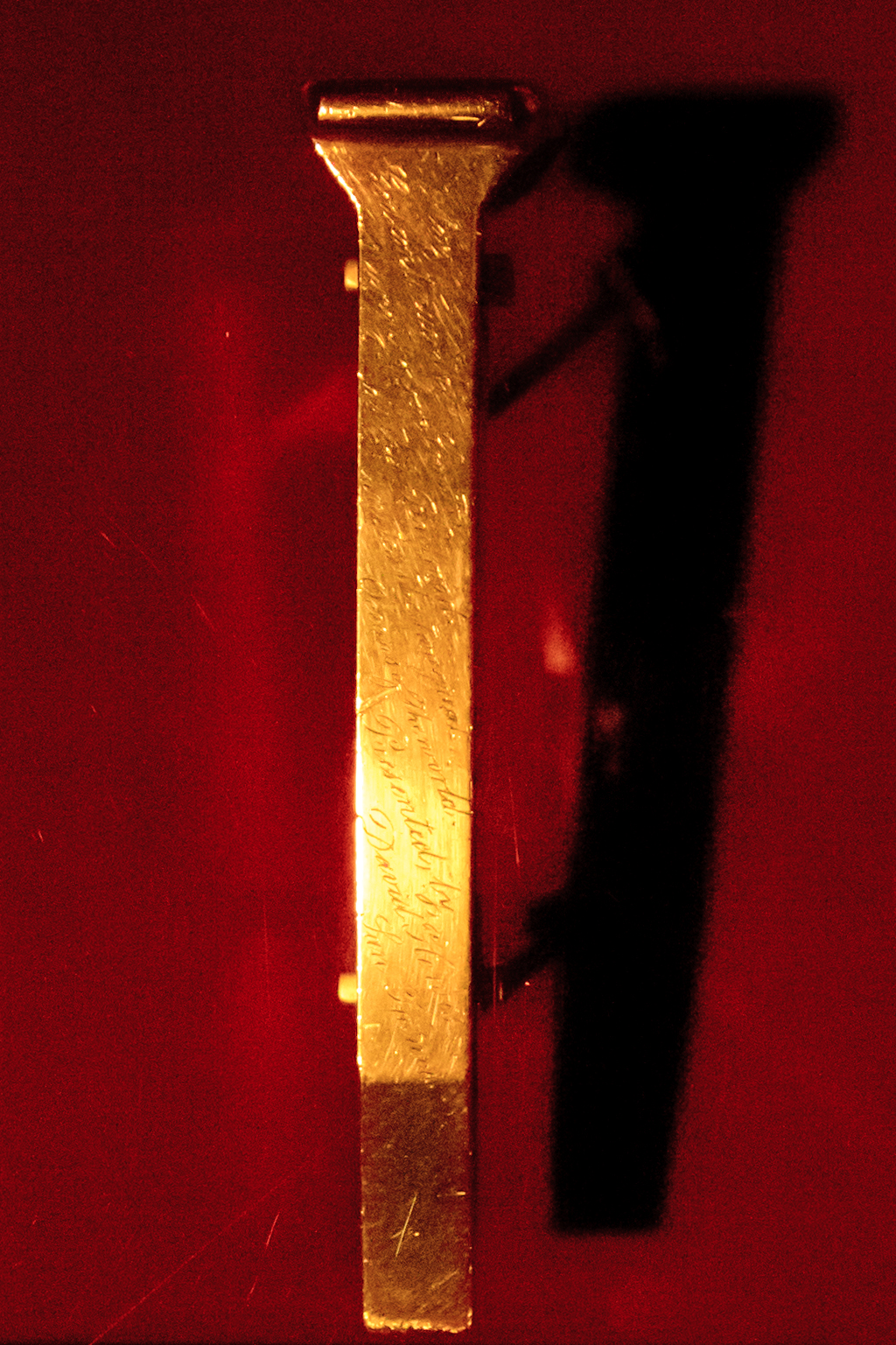
Originální zlatý hřeb vystavený v Uměleckém centru Cantorových na Stanfordově univerzitě

Zlatý hřeb, známý též jako Poslední hřeb, je obřadní hřeb ze zlata o ryzosti 17,6 karátů, který prezident železničních společností Southern Pacific Railroad a Central Pacific Leland Stanford slavnostně zatloukl do pražce, aby tak propojil úseky Centrální pacifické železnice a Union Pacific Railroad do První transkontinentální železnice protínající celé Spojené státy. Stalo se tak 10. května 1869 v oblasti Promontory Summit v Utahu.
V angličtině se od té doby termín „poslední hřeb“ používá k obvykle slavnostnímu závěrečnému aktu dokončení nové železnice, zejména v případech, kdy se trať staví ze dvou různých bodů směrem k místu setkání. Originální zlatý hřeb je dnes vystaven v Uměleckém centru Iris a B. Geralda Cantorových na Stanfordově univerzitě ve Stanfordu nedaleko Palo Alta v Kalifornii.
V češtině se rčení zlatý hřeb obvykle používá k označení vrcholné části něčeho, např. programu.